# Gustavo Petro
Gustavo Francisco Petro Urrego (Ciénaga de Oro, 19 april 1960) is een Colombiaans politicus en ex-guerrillastrijder. Sinds 7 augustus 2022 is hij de zeventiende president van Colombia.

## Biografie
Petro werd in 1960 geboren in Ciénaga de Oro, een stadje in het departement Córdoba, maar verhuisde als tiener met zijn ouders naar Zipaquirá. Zijn overgrootvader was een Italiaanse immigrant uit Mezzogiorno, die zich in 1870 in het huidige Colombia vestigde.
Op 17-jarige leeftijd werd Petro lid van de guerrillagroep "19 april Beweging" (Spaans: Movimiento 19 de Abril), die later uitgroeide tot een politieke partij, "M-19" genaamd, waarin hij in de Colombiaanse parlementsverkiezingen 1991 werd verkozen tot lid van de Kamer van Afgevaardigden. In het begin van de jaren 80 werd hij verkozen tot de ombudsman en raadslid van Zipaquirá. In 1985 werd Petro gearresteerd door het Colombiaanse leger voor illegaal wapenbezit, waarna hij tien dagen lang werd gemarteld en vervolgens veroordeeld tot 18 maanden gevangenisstraf. Het was tijdens zijn gevangenhouding dat Petro zijn ideologie drastisch veranderde en gewapend verzet niet langer beschouwde als een haalbare strategie om publieke steun te krijgen. In 1987 begon M-19 vredesbesprekingen met de Colombiaanse regering te houden.
Petro studeerde Economie aan de Pauselijke Javeriana Universiteit in Bogota. Later studeerde hij Economie en Mensenrechten aan de Université catholique de Louvain in België. Aan de Universiteit van Salamanca (in Spanje) behaalde hij zijn doctoraatsdiploma in Publieke Administratie.

## Politieke loopbaan
Nadat M-19 in 1990 de wapens inleverde en hun toenmalige presidentskandidaat Carlos Pizarro werd doodgeschoten, maakte Petro de definitieve overstap naar de politiek. De guerrillagroep ging verder onder de politieke naam "M-19 Democratische Alliantie", afgekort "M-19", en behaalde in de verkiezingen van 1991 een aanzienlijk aantal zetels in de Kamer van Afgevaardigden, waarbij het departement Cundinamarca werd vertegenwoordigd. 
In 2002 stelde Petro zich weer kandidaat voor de Colombiaanse parlementsverkiezing, waarbij hij namens de nieuw opgerichte partij Vía Alterna het departement Bogotá vertegenwoordigde. In 2006 werd hij verkozen tot het "Beste Congreslid" van Colombia.
Na de parlementsverkiezingen van 2006 werd hij senator van de "Alternatieve Democratische Pool" (PDA). In 2009 nam hij ontslag om deel te nemen aan de Colombiaanse presidentsverkiezingen van 2010. waar hij als vierde eindigde. Bij de presidentsverkiezingen van 30 mei 2010 deed Petro het beter dan peilingen hadden voorspeld. Hij behaalde een totaal van 1.331.267 stemmen, 9,1% van het totaal, achter Germán Vargas Lleras en voor Noemí Sanín. De president werd uiteindelijk Juan Manuel Santos.
Van 2012-2014 en 2014-2015 was Petro de burgemeester van hoofdstad Bogotá. Hij zette zich onder andere in voor armoede- en drugsbestrijding in de stad. Tijdens zijn burgemeesterschap werd het wegennet van van Bogotá uitgebreid en verbeterd. Ook kwam er (tijdelijk) een verbod op stierenvechten in de Colombiaanse hoofdstad.
Hij stelde zich kandidaat voor de Colombiaanse presidentsverkiezingen van 2018, waar hij in de eerste ronde met bijna 5 miljoen stemmen als tweede eindigde. In de tweede stemronde won Iván Duque echter de verkiezingen met meer dan 10 miljoen stemmen, terwijl Petro de tweede plaats behaalde met 8 miljoen stemmen. Duque werd op 7 augustus ingehuldigd.
In 2022 stelde Petro zich voor de derde keer kandidaat voor de presidentsverkiezingen. In de eerste ronde behaalde Petro 8,5 miljoen stemmen (40%), significant meer dan de 6 miljoen stemmen voor Rodolfo Hernández (eindigde als tweede) en de 5 miljoen stemmen voor Federico Gutiérrez (de derde). Petro won de tweede ronde met 50,42% van de stemmen, terwijl Hernández 47,35% van de stemmen behaalde. Petro domineerde in regio's aan de Caribische en Pacifische kusten van Colombia, en kreeg ruim 80% van de stemmen in het (kust)departementen Chocó, Nariño en Putumayo. Door een grotere opkomst onder zijn aanhangers kreeg Petro in de tweede ronde bijna 2,7 miljoen stemmen meer dan in de eerste. Het resultaat werd genoteerd voor een aanhoudende trend van linkse overwinningen in Latijns-Amerika, die ook wel bekend staat als een "nieuwe roze vloed".
- Gemeinsame Normdatei: 130825948
- International Standard Name Identifier: 0000 0000 3668 2809
- Library of Congress Control Number: n2005062488
- Nederlandse Thesaurus van Auteursnamen: 293092540
- Système universitaire de documentation: 182654117
- Virtual International Authority File: 68340372
- WorldCat: E39PBJvRW3D8mGjpKfd6Km8XBP